# The Huron Carol
La cosiddetta Huron Carol (= “Canto natalizio degli Uroni”), conosciuta anche come Twas in the Moon of Wintertime (versione inglese comunemente accettata come standard) e popolare soprattutto in Canada, è considerata la più antica canzone natalizia che sia mai stata composta nel continente americano.
La versione originale, scritta nella lingua degli Uroni, un gruppo di popolazioni di nativi dell'Ontario (Canada), con il titolo di (Estennia,on de tsonoué) Iesous Ahatonnia (= “Nasce Gesù”), sarebbe infatti stata composta nel 1643 dal gesuita francese Jean de Brébeuf (1593 – 1649) mentre svolgeva la sua attività di missionario presso quelle popolazioni a Sainte-Marie. 
La melodia utilizzata è quella di una canzone tradizionale francese, del XVI secolo, Une jeune pucelle (= “Una giovane ragazza”).
Il brano originale ha poi avuto numerosi adattamenti nelle lingue moderne: la versione comunemente accettata è quella del 1926 di Jesse Edgar Middleton, che porta il titolo di ‘Twas in the Moon of Wintertime.
In Canada, la canzone apre tradizionalmente ogni anno i concerti natalizi organizzati in favore dell'Esercito della Salvezza.

## Testo
La canzone parla della nascita di Gesù, rinarrata nella terra degli Uroni.
Vi si trovano così elementi particolari come: i cacciatori al posto dei pastori, pelli di volpe e di castoro al posto dei doni dei Re Magi (descritti semplicemente come “uomini venuti da lontano”) oro, incenso e mirra e il nome di una divinità algonchina, Gitche Manitou.